# Liste der Monuments historiques in Bray-sur-Seine
Die Liste der Monuments historiques in Bray-sur-Seine führt die Monuments historiques in der französischen Gemeinde Bray-sur-Seine auf.

## Liste der Bauwerke
| Bezeichnung                       | Beschreibung                                   | Standort                                    | Kennzeichnung | Schutzstatus | Datum     | Bild           |
| --------------------------------- | ---------------------------------------------- | ------------------------------------------- | ------------- | ------------ | --------- | -------------- |
| Katholische Pfarrkirche Ste-Croix | Erbaut im dritten Viertel des 10. Jahrhunderts | (Lage)                                      | PA00086831    | Classé       | 1945      | weitere Bilder |
| Markthalle                        | Erbaut 1841/42                                 | Rue Taveau (Lage)                           | PA77000012    | Inscrit      | 1998      | weitere Bilder |
| Haus                              |                                                | 20, Grande-Rue (Lage)                       | PA00086833    | Inscrit      | 1929      | weitere Bilder |
| Maison de Jeanne d’Arc            | Erbaut Ende des 15. Jahrhunderts               | 4, rue du Minage 10 rue des Remparts (Lage) | PA00086834    | Inscrit      | 1928 1996 | weitere Bilder |
| Fachwerkhaus                      |                                                | 2, rue de l’Abreuvoir (Lage)                | PA00086832    | Inscrit      | 1970      | weitere Bilder |

## Liste der Objekte

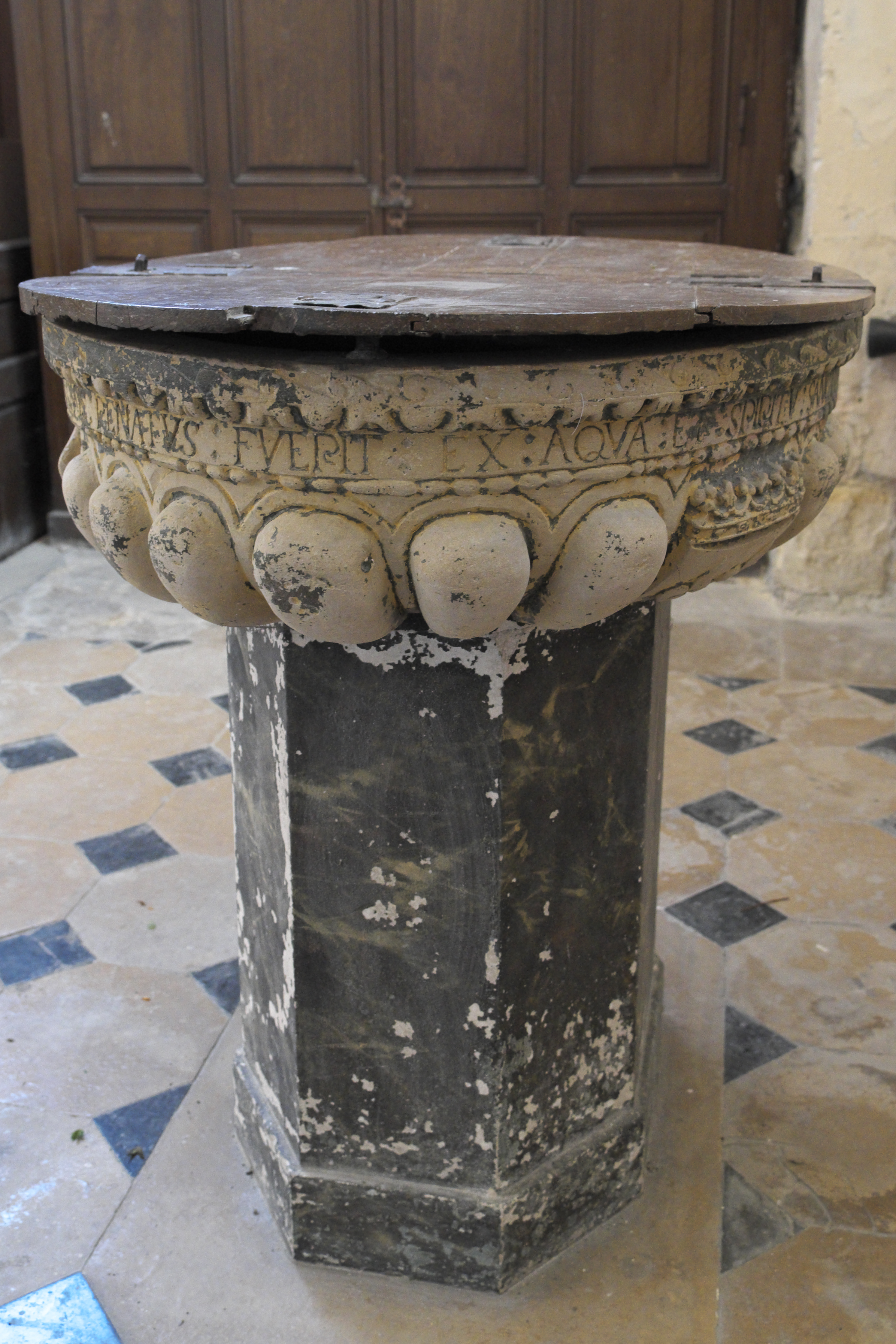
Taufbecken aus dem Jahr 1570 in der Kirche Ste-Croix

- Monuments historiques (Objekte) in Bray-sur-Seine in der Base Palissy des französischen Kultusministeriums